# فلومکین
فلومکین(به انگلیسی: Flumequine)  یک آنتی‌بیوتیک فلوروکینولونی سنتزی است که برای درمان عفونت‌های باکتریایی استفاده می‌شود. این دارو یک ضدباکتری فلوروکینولونی نسل اول است که از مصرف بالینی خارج شده و دیگر به بازار عرضه نمی‌شود. مجوز بازاریابی فلومکین در سراسر اتحادیه اروپا نیز به حالت تعلیق درآمده است  این دارو به وسیله تداخل با آنزیم‌هایی که باعث بازشدن رشته‌های DNA و تکثیر آن می‌شوند، باکتری‌ها را از بین می‌برد. از فلوموکاین در داروهای دامپزشکی برای درمان عفونت‌های امعاء و احشاء (کلیه عفونت‌های روده)،  و همچنین برای درمان گاو، خوک، مرغ و ماهی استفاده می‌شد، اما فقط در تعداد محدودی از کشورها.   گهگاهی در فرانسه (و چند کشور اروپایی دیگر) برای معالجه عفونت ادراری تحت نام تجاری Apurone استفاده می‌شد. 

## اشکال موجود
استفاده در دامپزشکی:
- محلول؛ خوراکی؛ ۲۰٪ (فقط نسخه)
- محلول؛ خوراکی؛ ۱۰٪ (فقط نسخه)

استفاده انسانی:
- قرص؛ خوراکی؛ 400  میلی گرم (دیگر تولید نمی‌شود)